# 第46回アカデミー賞
第46回アカデミー賞（だい46かいアカデミーしょう）は、1974年4月2日に発表・授賞式が行われた。

## 式典
1973年度のアカデミー賞授賞式では『スティング』が作品賞・監督賞など6部門を受賞。また、当時10歳のテイタム・オニールが助演女優賞を受賞して話題となった。
また、この授賞式では、デヴィッド・ニーヴンがプレゼンターとして舞台に立ったとき、その後ろをロバート・オペルという男性が舞台を裸で横切り（ストリーキング）、その様子が放映されてしまった。

## 候補と受賞の一覧
太字は受賞である。また、以下での人名表記は
1. 作品の日本語公式情報およびAMPAS公式サイトの日本版とWOWOWによる授賞式放送での表記に準ずる。
2. 見当たらない場合はデータベースサイトなどを参考。
3. それでもない場合は英語表記のままとする。

| 作品賞 | 監督賞 |
| --- | --- |
| - 『スティング』 – トニー・ビル、ジュリア・フィリップス、マイケル・フィリップス - 『アメリカン・グラフィティ』 – フランシス・フォード・コッポラ、ゲイリー・カーツ - 『叫びとささやき』 – イングマール・ベルイマン - 『エクソシスト』 – ウィリアム・ピーター・ブラッティ - 『ウィークエンド・ラブ』 – メルヴィン・フランク | - ジョージ・ロイ・ヒル – 『スティング』 - ジョージ・ルーカス – 『アメリカン・グラフィティ』 - イングマール・ベルイマン – 『叫びとささやき』 - ウィリアム・フリードキン – 『エクソシスト』 - ベルナルド・ベルトルッチ – 『ラストタンゴ・イン・パリ』                                                                                   |
| 主演男優賞 | 主演女優賞 |
| - ジャック・レモン – 『セイブ・ザ・タイガー』 - マーロン・ブランド – 『ラストタンゴ・イン・パリ』 - ジャック・ニコルソン – 『さらば冬のかもめ』 - アル・パチーノ – 『セルピコ』 - ロバート・レッドフォード – 『スティング』 | - グレンダ・ジャクソン – 『ウィークエンド・ラブ』 - エレン・バースティン – 『エクソシスト』 - マーシャ・メイソン – 『シンデレラ・リバティー/かぎりなき愛』 - バーブラ・ストライサンド – 『追憶』 - ジョアン・ウッドワード – Summer Wishes, Winter Dreams                                                                              |
| 助演男優賞 | 助演女優賞 |
| - ジョン・ハウスマン – 『ペーパーチェイス』 - ヴィンセント・ガーディニア – 『バング・ザ・ドラム』 - ジャック・ギルフォード – 『セイブ・ザ・タイガー』 - ジェイソン・ミラー – 『エクソシスト』 - ランディ・クエイド – 『さらば冬のかもめ』 | - テイタム・オニール –『ペーパー・ムーン』 - リンダ・ブレア – 『エクソシスト』 - キャンディ・クラーク – 『アメリカン・グラフィティ』 - マデリーン・カーン – 『ペーパー・ムーン』 - シルヴィア・シドニー – Summer Wishes, Winter Dreams                                                                                                |
| 脚本賞 | 脚色賞 |
| - 『スティング』 – デヴィッド・S・ウォード - 『アメリカン・グラフィティ』 – ジョージ・ルーカス、グロリア・カッツ、ウィラード・ハイク - 『叫びとささやき』 – イングマール・ベルイマン - 『セイブ・ザ・タイガー』 – スティーヴ・シェイガン - 『ウィークエンド・ラブ』 – メルヴィン・フランク、ジャック・ローズ | - 『エクソシスト』 – ウィリアム・ピーター・ブラッティ - 『さらば冬のかもめ』 – ロバート・タウン - 『ペーパーチェイス』 – ジェームズ・ブリッジス - 『ペーパー・ムーン』 – アルヴィン・サージェント - 『セルピコ』 – ウォルド・ソルト、ノーマン・ウェクスラー                                                                           |
| 長編ドキュメンタリー映画賞 | 短編ドキュメンタリー映画賞 |
| - The Great American Cowboy - Always a New Beginning - Journey to the Outer Limits - Schlacht um Berlin - Walls of Fire | - Princeton: A Search for Answers – ジュリアン・クレイニン、デウィット・セイジ - Background - Christo's Valley Curtain - Four Stones for Kanemitsu' - Paisti ag obair |
| 短編実写映画賞 | 短編アニメ映画賞 |
| - The Bolero – アラン・ミラー、William Fertik - Clockmaker – Richard Gayer - Life Times Nine – ペン・デンシャム、ジョン・ワトソン | - Frank Film – Frank Mouris Prod. – フランク・モーリス - The Legend of John Henry – Bosustow-Pyramid Films – Nick Bosustow、デヴィッド・アダムズ - Pulcinella – Luzzati-Gianini Prod. – エマヌエーレ・ルッツァーティ、ジュリオ・ジァニーニ                                                                                            |
| 劇映画作曲賞 | 編曲・歌曲賞 |
| - 『追憶』 – マーヴィン・ハムリッシュ - 『シンデレラ・リバティー/かぎりなき愛』 – ジョン・ウィリアムズ - 『イルカの日』 – ジョルジュ・ドルリュー - 『パピヨン』 – ジェリー・ゴールドスミス - 『ウィークエンド・ラブ』 – ジョン・キャメロン | - 『スティング』 – マーヴィン・ハムリッシュ - 『ジーザス・クライスト・スーパースター』 – アンドレ・プレヴィン、ハーバート・スペンサー、アンドルー・ロイド・ウェバー - 『トム・ソーヤの冒険』 – リチャード・シャーマン、ロバート・シャーマン、ジョン・ウィリアムズ                                                                     |
| 歌曲賞 | 録音賞 |
| - ｢追憶｣（『追憶』） – マーヴィン・ハムリッシュ (作曲)、アラン・バーグマン (作詞)、マリリン・バーグマン (作詞) - "Nice to Be Around"（『シンデレラ・リバティー/かぎりなき愛』） – ジョン・ウィリアムズ (作曲)、ポール・ウィリアムズ (作詞) - "Live and Let Die"（『007 死ぬのは奴らだ』） – ポール・マッカートニー (作詞・作曲)、リンダ・マッカートニー (作詞) - "Love"（『ロビン・フッド』） – ジョージ・ブランズ (作曲)、フロイド・ハドルストン (作詞) - ""All That Love Went to Waste"（『ウィークエンド・ラブ』） – ジョージ・バリー (作曲)、サミー・カーン (作詞) | - 『エクソシスト』 – ロバート・ニュードソン、クリス・ニューマン - 『イルカの日』 – リチャード・ポートマン、ラリー・ヨースト - 『ペーパーチェイス』 – ドナルド・O・ミッチェル、ラリー・ヨースト - 『ペーパー・ムーン』 – リチャード・ポートマン、レス・フレッショルツ - 『スティング』 – ロナルド・K・ピアース、ロバート・バートランド |
| 外国語映画賞 | 衣裳デザイン賞 |
| - 『映画に愛をこめて アメリカの夜』 (フランス) - The House on Chelouche Street (イスラエル) - The Invitation (スイス) - The Pedestrian (西ドイツ) - 『ルトガー・ハウアー/危険な愛』 (オランダ) | - 『スティング』 – イーディス・ヘッド - 『叫びとささやき』 – マリク・ヴォス - 『ルートヴィヒ』 – ピエロ・トージ - 『トム・ソーヤの冒険』 – ドンフェルド - 『追憶』 – ドロシー・ジーキンズ、モス・メイブリー |
| 美術賞 | 撮影賞 |
| - 『スティング』 – ヘンリー・バムステッド、ジェームズ・ペイン - 『ブラザー・サン シスター・ムーン』 – ロレンツォ・モンジャルディーノ、ジャンニ・クァランタ、カルメロ・パトロノ - 『エクソシスト』 – Bill Malley、ジェリー・ワンダーリック - 『トム・ソーヤの冒険』 – フィリップ・フェフリーズ、ロバート・デヴェステル - 『追憶』 – スティーブン・グリムズ、ウィリアム・キアナン （死後のノミネート） | - 『叫びとささやき』 – スヴェン・ニクヴィスト - 『エクソシスト』 – オーウェン・ロイズマン - 『かもめのジョナサン』 – ジャック・コーファー - 『スティング』 – ロバート・サーティース - 『追憶』 – ハリー・ストラドリング・Jr. |
| 編集賞 | |
| - 『スティング』 – ウィリアム・H・レイノルズ - 『アメリカン・グラフィティ』 – ヴェルマ・フィールズ、マーシア・ルーカス - 『ジャッカルの日』 – ラルフ・ケンプレン - 『エクソシスト』 – ジョーダン・レオンドポウロス、バド・スミス、エヴァン・ロットマン、ノーマン・ゲイ - 『かもめのジョナサン』 – フランク・P・ケラー、ジェームズ・ギャロウェイ | |

### アカデミー名誉賞
- グルーチョ・マルクス
- アンリ・ラングロア

### ジーン・ハーショルト友愛賞
- ルー・ワッサーマン

### アービング・G・タルバーグ賞
- ローレンス・ウェインガーテン

### 統計
| 複数候補: - 10 候補: 『エクソシスト』、『スティング』 - 6 候補: 『追憶』 - 5 候補: 『アメリカン・グラフィティ』、『叫びとささやき』、『ウィークエンド・ラブ』 - 4 候補: 『ペーパー・ムーン』 - 3 候補: 『シンデレラ・リバティー/かぎりなき愛』、『さらば冬のかもめ』、『ペーパーチェイス』、『セイブ・ザ・タイガー』、『トム・ソーヤの冒険』 - 2 候補: 『イルカの日』、『かもめのジョナサン』、『ラストタンゴ・イン・パリ』、『セルピコ』、Summer Wishes, Winter Dreams | 複数受賞. - 7 受賞: 『スティング』 - 2 受賞: 『エクソシスト』、『追憶』 |

### プレゼンター
| プレゼンター                 | 賞                                                    |
| ---------------------------- | ----------------------------------------------------- |
| アン＝マーグレット           | 歌曲賞                                                |
| バート・バカラック           | 歌曲賞                                                |
| リチャード・ベンジャミン     | 編集賞                                                |
| ポーラ・プレンティス         | 編集賞                                                |
| キャンディス・バーゲン       | 録音賞                                                |
| マルセル・マルソー           | 録音賞                                                |
| リンダ・ブレア               | 短編実写映画賞 短編アニメ映画賞                       |
| ビリー・ディー・ウィリアムズ | 短編実写映画賞 短編アニメ映画賞                       |
| アーネスト・ボーグナイン     | 助演男優賞                                            |
| シビル・シェパード           | 助演男優賞                                            |
| チャールズ・ブロンソン       | 助演女優賞                                            |
| ジル・アイアランド           | 助演女優賞                                            |
| ユル・ブリンナー             | 外国語映画賞                                          |
| ジェームズ・カーン           | 長編ドキュメンタリー映画賞 短編ドキュメンタリー映画賞 |
| ラクエル・ウェルチ           | 長編ドキュメンタリー映画賞 短編ドキュメンタリー映画賞 |
| シェール                     | 劇映画作曲賞                                          |
| ヘンリー・マンシーニ         | 劇映画作曲賞                                          |
| アンジー・ディキンソン       | 脚色賞                                                |
| ジェイソン・ミラー           | 脚色賞                                                |
| ピーター・フォーク           | 衣裳デザイン賞                                        |
| ツイッギー                   | 衣裳デザイン賞                                        |
| スーザン・ヘイワード         | 主演女優賞                                            |
| チャールトン・ヘストン       | 主演女優賞                                            |
| キャサリン・ヘプバーン       | アービング・G・タルバーグ賞                           |
| アルフレッド・ヒッチコック   | ジーン・ハーショルト友愛賞                            |
| ピーター・ローフォード       | 撮影賞                                                |
| シシリー・タイソン           | 撮影賞                                                |
| ジャック・レモン             | 名誉賞（グルーチョ・マルクス）                        |
| シャーリー・マクレーン       | 監督賞                                                |
| マーシャ・メイソン           | 脚本賞                                                |
| ニール・サイモン             | 脚本賞                                                |
| ライザ・ミネリ               | 主演男優賞                                            |
| グレゴリー・ペック           | 主演男優賞                                            |
| ドナルド・オコナー           | 編曲・歌曲賞                                          |
| デビー・レイノルズ           | 編曲・歌曲賞                                          |
| シルヴィア・シドニー         | 美術賞                                                |
| ポール・ウィンフィールド     | 美術賞                                                |
| エリザベス・テイラー         | 作品賞                                                |
| ジャック・ヴァレンテ         | 名誉賞（アンリ・ラグロア）                            |

### パフォーマー
- ダイアン・キャノン "All the Love That Went to Waste"（『ウィークエンド・ラブ』）
- ジョディ・フォスター、ジョニー・ウィタカー "Love"（『ロビン・フッド』）
- ペギー・リー ｢追憶｣（『追憶』）
- ライザ・ミネリ "Oscar"
- テリー・サバラス "You're So Nice to Be Around"（『シンデレラ・リバティー/かぎりなき愛』）
- コニー・スティーブンス "Live and Let Die"（『007 死ぬのは奴らだ』）